# Dolina Szeszupy
Dolina Szeszupy este o arie protejată (sit de importanță comunitară — SCI) din Polonia întinsă pe o suprafață de 1.701,35 ha, integral pe uscat.

## Localizare
Centrul sitului Dolina Szeszupy este situat la coordonatele 54°19′22″N 22°57′57″E / 54.3228°N 22.9659°E.

## Înființare
Situl Dolina Szeszupy a fost declarat sit de importanță comunitară în octombrie 2009 pentru a proteja 3 specii de plante și 8 specii de animale.

## Biodiversitate
Situată în ecoregiunea continentală, aria protejată conține 9 habitate naturale: Ape puternic oligomezotrofe cu vegetație bentonică cu Chara spp., Lacuri eutrofice naturale cu vegetație de tip Magnopotamion sau Hydrocharition, Cursuri de apă de la nivel de câmpie la nivel montan, cu vegetație Ranunculion fluitantis și Callitricho-Batrachion, Pajiști uscate seminaturale și facies de acoperire cu tufișuri pe substraturi calcaroase (Festuco-Brometalia) (* situri importante pentru orhidee), Fânețe de joasă altitudine (Alopecurus pratensis, Sanguisorba officinalis), Mlaștini alcaline, Păduri de stejar și carpen Galio-Carpinetum, Mlaștini împădurite, Păduri aluvionare cu Alnus glutinosa și Fraxinus excelsior (Alno-Padion, Alnion incanae, Salicion albae).
La baza desemnării sitului se află mai multe specii protejate:
- plante (3): Hamatocaulis vernicosus, moșișoare (Liparis loeselii), ochii-șoricelului (Saxifraga hirculus)
- amfibieni (1): buhai de baltă cu burta roșie (Bombina bombina)
- mamifere (2): castor (Castor fiber), vidră de râu (Lutra lutra)
- nevertebrate (4): libelule (Leucorrhinia pectoralis), Unio crassus, Vertigo angustior, Vertigo geyeri
- pești (1): cicar (Lampetra planeri)